# Zépiqueno Redmond
Zépiqueno Redmond, né le 22 juin 2006 à Rotterdam, est un footballeur néerlandais qui évolue au poste d'avant-centre à Aston Villa.

## Biographie

### Carrière en club
Né à Rotterdam aux Pays-Bas, Zépiqueno Redmond est formé par le Feyenoord Rotterdam, où il signe son premier contrat professionnel le 16 juin 2022.
Il commence sa carrière professionnelle en championnat des Pays-Bas lors de la saison 2024-2025. Il joue son premier match avec l'équipe première du club le 10 novembre 2024, titularisé par Brian Priske lors d'une victoire 4-1 en championnat contre Almere City,.
Le 18 février 2025, il joue son premier match de Ligue des champions, titularisé pour le match retour de barrage contre l'AC Milan. Son équipe arrache le match nul (1-1) et la qualification pour des huitièmes face à une équipe pourtant favorite après avoir signé le meilleur joueur du Feyenoord, Santiago Giménez, au début du mois.

### Carrière en sélection
Zépiqueno Redmond est international néerlandais junior jusqu'à l'équipe des moins de 19 ans 2024.